# 医科大学駅
医科大学駅（いかだいがくえき、グルジア語: სამედიცინო უნივერსიტეტი、グルジア語ラテン翻字: Sameditsino Universiteti）は、ジョージアのトビリシ地下鉄サブルタロ線の駅である。技術大学駅とデリシ駅の間に位置する。1979年9月に開業。1992年まではコムカフシルリ駅（グルジア語: კომკავშირული、グルジア語ラテン翻字: Komkavshiruli）という名称であった。
この駅の設計は建築家のG・モズマニシヴィリ (გ. მოძმანიშვილი)、N・ロミゼ (ნ. ლომიძე)、D・イオサヴァ (დ. იოსავა) が行い、プロジェクト組織サクトランスプロエクティ (საქტრანსპროექტი) が建設を担った。
待合室は白と赤の大理石で仕立てられている。駅の出入口は2箇所にあり、いずれも石の階段となっている。